# Peter Kadhammar
Kjell Peter Kadhammar, född 18 juli 1956 i Säffle, Värmlands län, är en svensk journalist och författare. 
Han är sedan 2001 anställd på Aftonbladet, där han är krönikör. Dessförinnan var han journalist på Expressen. Han har även varit medarbetare i SKP:s tidning Gnistan.

## Stora journalistpriset
Kadhammar har tilldelats Stora journalistpriset två gånger. År 2021 fick han Lukas Bonniers Stora journalistpris med motiveringen ”Med elegans och ettrighet tar han läsaren till såväl Himmelska fridens torg som Hörby kommunhus. Alltid i anständighetens tjänst”. År 2000 belönades han i kategorin Dagspress för sina artiklar om Icon Medialab och Johan Staël von Holstein. Reportageserien publicerades under sex dagar i Expressen. Kadhammar beskrev en företagskultur där de anställda arbetade ut sig och där aktiekursen och inte kunden stod i fokus. Staël von Holstein har i senare intervjuer, bland annat i P3 Dokumentär den 29 juli 2007, tillbakavisat Kadhammars påståenden och anklagat honom för att ljuga och orsaka Icon Medialabs konkurs.

## Priser och utmärkelser
- 2000 – Stora journalistpriset
- 2007 – Guldpennan
- 2023 – Jolopriset